# المعهد النرويجي للأرصاد الجوية
المعهد النرويجي للأرصاد الجوية (بالإنجليزية: Norwegian Meteorological Institute)‏ يعرف كذلك باختصار (MET Norway)، هو مكتب خدمة الأرصاد الجوية الوطنية في النرويج. تتجلى وظيفة المعهد في توفير المعلومات عن أحوال الطقس سواء للاستخدامات المدنية أو العسكرية وإجراء البحوث في مجال الأرصاد الجوية وعلوم المحيطات وعلم المناخ. يقع مقر المعهد الرئيسي في أوسلو إضافة إلى مكاتب ومحطات في مدن نرويجية أخرى. يشتغل في المعهد حوالي 500 موظف بدوام كامل، وقد تأسس سنة 1866.

## تاريخ
تأسس المعهد في عام 1866 بمساعدة من عالم الفلك النرويجي وعالم الأرصاد الجوية هنريك مون الذي يعود له الفضل في تأسيس المعهد النرويجي للأرصاد الجوية، وقد شغل منصب مديره حتى 1913. تم استخدام الاختصار MET Oslo أو MET OSLO دوليا لفترة طويلة؛ على سبيل المثال، أوصت المنظمة العالمية للأرصاد الجوية في عام 1956 بأن تتم الإشارة إلى هذا المعهد باسم MET OSLO.

## قائمة مدراء المعهد
- هنريك مون (1866-1913)
- أكسيل ستين (1914–1515)
- هانز ثيودور هيسلبرغ (1915-1955)
- راجنار فيرتوفت (1955-1978)
- كارى لانجلو (1978-1983)
- أرني غراميلتفيدت (1984-1998)
- أنطون إلياسين (1998-2016)
- رور سكايلين (2017–)